# Galería Nacional de Jamaica
La Galería nacional de Jamaica (en inglés: National Gallery of Jamaica) es la colección de arte más importante del país caribeño de Jamaica. Se encuentra ubicada en el centro comercial de Kingston, un centro comercial y cultural en el puerto de Kingston. La galería alberga varias obras importantes, en su mayoría de artistas de Jamaica, incluyendo Mallica "Kapo" Reynolds, Baugh Cecil, Albert Huie, Abrahams Carl, y Manley Edna. La Galería nacional exhibe también obras de diversos artistas internacionales y exposiciones itinerantes. Ofrece material de investigación sobre el arte y la cultura jamaiquina, y coordina programas educativos.